# Tregrosse Reefs
Tregrosse Reefs är ett rev i Korallhavsöarna i Australien. På revet finns ett antal småöar som kallas för Tregrosse Islets eller Diamond Islets. De enskilda öarna heter South Diamond Islet, West Diamond Islet, Central Diamond Islet och East Diamond Islet.